# Vodní elektrárna Kosťantynivka
Vodní elektrárna Kosťantynivka (ukrajinsky Костянтинівська ГЕС) je nedokončená vodní elektrárna na Ukrajině. Nacházet se měla poblíž města Jižnoukrajinsk na řece Jižní Bug v Mykolajivské oblasti a měla být začleněna do jednoho systému s přečerpávací elektrárnou Tašlik, Oleksandrivskou vodní elektrárnou a Jihoukrajinskou jadernou elektrárnou a měla být součástí Jihoukrajinského energetického kompexu. Celkový výkon elektrárny měl být 1000 MW.

## Historie a technické informace

### Projekt
Projekt vodní elektrárny Kosťantynivka přímo souvisí s výstavbou přečerpávací vodní elektrárny Tašlik. Měly fungovat v těsném sousedství a navzájem se doplňovat. Dohromady s elektrárnou Tašlik měly v režimu turbíny produkovat až 1900 MW.

### Ukončení projektu
Dne 16. srpna 1989 byla usnesením Rady ministrů SSSR pozastavena výstavba čtvrtého bloku Jihoukrajinské jaderné elektrárny a elektrárny Kosťantynivka. Šlo především o reakci na protesty ekologů v době perestrojky. Společně s tím byla v roce 1991 zastavena výstavba elektrárny Tašlik, která byla obnovena až v roce 2001.
Nařízením vlády Ukrajiny ze dne 23. září 2015 bylo umožněno privatizovat jednotlivé majetkové kompexy vodní elektrárny Kosťantynivka a Migijivké vodní elektrárny, obě v Mykolajivské oblasti. V roce 2016 byla nedokončená elektrárna Kosťantynivka prodána za 64 milionů hřiven společnosti Altgen LLC. Tato společnost se zabývá výrobou elektřiny na Ukrajině, přičemž vlastní čtyři vodní elektrárny v Chmelnycké oblasti a v současnosti staví další tři v Chmelnycké a Ternopilské oblasti.